# Damien Jefferson
Damien Jefferson (East Chicago, Indiana; 3 de octubre de 1997) es un baloncestista estadounidense que pertenece a la plantilla del ASK Karditsas B.C. de la A1 Ethniki, la primera división griega. Con 2,13 metros de estatura, juega en la posición de ala-pívot.

## Trayectoria deportiva

### Universidad
Jugó una temporada con los Lobos de la Universidad de Nuevo México, en la que promedió 5,3 puntos, 2,3 rebotes y 1,0 asistencias por partido. Para su segunda temporada fue transferido a los Bluejays de la Universidad Creighton, teniendo que fuera durante un año debido a reglas de transferencia de la NCAA. Allí jugó tres temporadas más, en las que promedió 9,4 puntos, 5,0 rebotes y 1,6 asistencias por partido. En su temporada senior fue incluido en el segundo mejor quinteto de la Big East Conference. Se declaró para el draft de la NBA de 2021, renunciando a una temporada adicional de elegibilidad que la NCAA otorgó debido a la pandemia de COVID-19.

#### Estadísticas
| Año     | Equipo     | PJ       | PT       | MPP      | %TC      | %3P      | %TL      | RPP      | APP      | ROB      | TPP      | PPP      |
| ------- | ---------- | -------- | -------- | -------- | -------- | -------- | -------- | -------- | -------- | -------- | -------- | -------- |
| 2016–17 | New Mexico | 29       | 6        | 15.1     | .438     | .214     | .490     | 2.3      | 1.0      | .4       | .1       | 5.3      |
| 2017–18 | Creighton  | Redshirt | Redshirt | Redshirt | Redshirt | Redshirt | Redshirt | Redshirt | Redshirt | Redshirt | Redshirt | Redshirt |
| 2018–19 | Creighton  | 26       | 16       | 18.0     | .535     | .412     | .634     | 4.0      | .8       | .4       | .1       | 6.2      |
| 2019–20 | Creighton  | 30       | 29       | 27.1     | .533     | .217     | .635     | 5.5      | 1.4      | .6       | .2       | 9.4      |
| 2020–21 | Creighton  | 31       | 31       | 30.9     | .512     | .348     | .605     | 5.4      | 2.4      | 1.2      | .3       | 11.9     |
| Total   | Total      | 116      | 82       | 23.0     | .509     | .304     | .592     | 4.4      | 1.4      | .7       | .2       | 8.3      |

### Profesional
Tras no ser elegido en el draft de la NBA de 2021, se unió a los Sacramento Kings para disputar la Liga de Verano de la NBA, doncd acabaron llevándose el torneo. Se unió a los Stockton Kings como jugador afiliado el 25 de octubre, pero fue despedido el 29 de enero de 2022. El 14 de febrero fue adquirido por los Memphis Hustle.
El 31 de julio de 2023, Jefferson firmó con Filou Oostende de la Liga BNXT. Acabó la temporada promediando 16,2 puntos y 6,0 rebotes por partido, y proclamándose campeón de la competición, siendo además elegido MVP de la BNXT League y MVP de las Finales.
El 11 de agosto de 2024 fichó por el Karşıyaka Basket de la BSL turca.
El 4 de agosto de 2025 fichó por el ASK Karditsas B.C. de la A1 Ethniki, la primera división griega.